# 離脱・発言・忠誠
『離脱・発言・忠誠』（りだつ・はつげん・ちゅうせい、Exit, Voice, and Loyalty(1970)）は、アルバート・O・ハーシュマンが書いた影響力のある論考である。
この論文は商品やサービスの品質が低下したときに消費者が直面する究極の選択、すなわち離脱または発言を迫る概念に依拠している。この本で提示されたフレームワークは抵抗運動、移民、政党、利益集団、人間関係などさまざまなテーマに適用されてきた。

## 概要
離脱・発言・忠誠モデルは、組織の構成員は、ビジネスであれ国家であれその他の形態の人間集団であれ、組織の質が下がったり、組織からの利益が減ったときに対して、本質的に2つの選択肢があると述べる。つまり構成員は離脱（関係からの撤退）するか発言（変化に向けた不平と提案のコミュニケーションを通じて関係を修復または改善しようとすること）することができる。たとえば、ある国の市民は政治的抑圧が強まった際に、国を離れるか（移住）、抗議するかという二つの方法で反応する。同様に、従業員は不快な職場環境に対して離脱（退職）するか、状況改善のために発言するかを選択する。不満を抱いた顧客は、他店で買い物をするか、店長に直接訴えるかのいずれかを選ぶ。 
離脱と発言は、経済的行動と政治的行動の融合を示している。離脱は、アダム・スミスの「見えざる手」に関連し、買い手と売り手が市場内で自由に移動しながら、常に新たな関係を形成し、また解消していくことを意味する。一方、発言は本質的に政治的であり、ときに対立的な側面を持つ。
離脱も発言も、組織の衰退を測る手段として機能するが、発言は衰退の理由を具体的に示す点でより有益である。単独の離脱は、単なる衰退の警告信号に過ぎない。また、離脱と発言は相互に影響し合い、予期せぬ形で連動する場合がある。フィードバックや批判の機会が増えれば、離脱の発生が抑えられる一方、反対意見が抑制されれば、組織内の構成員は唯一の表現手段として離脱に走る可能性が高くなる。一般的に、離脱の選択肢が豊富であればあるほど、発言が行われにくい。しかし、忠誠の相互作用が、離脱か発言かを選ぶ際の費用対効果の判断に影響を与える。国家に対する強い愛国心や消費者のブランドに対する忠誠がある場合、特に他に魅力的な選択肢がない場合（例：限られた雇用市場、移住時の政治的・財政的ハードルなど）は、離脱が抑制される傾向にある。忠誠のある構成員は、自己の発言が受け入れられ、組織の改革に繋がると感じたとき、組織の成功により一層献身するようになる。離脱も発言も組織の衰退を測るために使われるが、発言の方が衰退の理由を提供するという点で、本来的に多くの情報を含む。離脱は単独では衰退に対する警告しか示さない。離脱と発言は独自かつ期待しなかった方法で相互作用することもある。フィードバックと批判の機会を提供することで、離脱は減りうる。忠誠のある構成員は、自己の発言が受け入れられ、組織の改革に繋がると感じたとき、組織の成功により一層献身するようになる。
離脱と発言の関係、そして忠誠がこれらの選択に果たす相互作用を理解することで、組織はメンバーの懸念と課題にうまく対処する手段を作り上げることができ、結果として改善が行われる。これらの競合する圧力を理解し損なうことは、組織の衰退と起こり得る失敗に繋がる。

## メンバーシップ組織への本理論の適用
専門職、地域コミュニティ、あるいはビジネス志向のいずれのメンバーシップ組織においても、メンバーがどれほど関与しているか、組織に留まる可能性がどの程度か、またはいつメンバーシップを喪失するかを把握することは常に重要な課題である。離脱、発言、そして忠誠は、組織内で日常的に観察・検討されるべき現象であり、学習する組織では、これを適切に管理することでメンバーの離脱率を低下させ、メンバーの満足度、忠誠、口コミ、さらには組織の成長を促進できる。これには、アンケート調査、ソーシャルメディアでの意見収集、世論調査、個別面談やグループディスカッションなどの取り組みが含まれる。
いくつかの研究は、離脱や新規参入のコストが高いほど、発言の可能性が高まるというハーシュマンの主張を裏付けている。特に、離脱の機会が限られている状況では、参入コストが増大することが労働者の発言を促進する。

## 移住への本理論の適用
ハーシュマンの枠組みは、移住という現象にも応用されている。 不満を持つ消費者が他店で買い物をするという類推に基づき、ここでの「離脱」は国を離れ、他の国家へ移住することを意味し、一方で「発言」は不満を表明する手段を示す。ハーシュマンは、「発言は、微かな不平から激しい抗議に至るまで段階的に行われる」と述べている:16。彼は、これらの選択肢を相互に排他的なものとし、シーソーのようなメカニズムを仮定した。すなわち、離脱の選択肢が容易であればあるほど、発言の可能性は低くなるというものである。支配者にとって、移住は不満が表明されるのを防ぐ安全弁となる。例えば、「ラテンアメリカの権力者は長い間、政治的な敵対者や潜在的批判者に、自発的な亡命を通じて現場から退くよう促してきた。全ラテンアメリカ共和国で寛大に行われる亡命の権利は、ほぼ『発言を抑制する共謀』とみなすことができる:60f 。」しかし、ハーシュマン自身が1993年の記事で認めたように、常に「離脱が発言を抑制する」わけではない。1989年の東ドイツでは、離脱による移住の増加が、残留を選んだ市民を街頭での抗議へと駆り立てた。すなわち、離脱が発言を引き起こし、両者は連動して働いた:60f 。
また、ハーシュマンの枠組みは、国家を明確に区分された「容器」のパズルとして捉え、移住をある容器から別の容器への一方向の移動と見なしている。しかし、1990年代以降に顕在化した超国家的移住は、この前提に疑問を投げかける。移住者が出身国に対して強い社会的絆（忠誠）を維持し、公共の問題に対して意見を持つ（発言）と主張する中で、ホフマンは、超国家的移住者においては離脱、発言、忠誠が排他的な選択肢ではなく、重なり合いながら同時に存在するものだと論じている。

## 特別な問題点
ハーシュマンは、以下のような簡単な例を示している。たとえば、国費で運営される学校において教育の質が低下した場合、質にこだわる保護者は、費用に対して比較的無頓着であるため、子どもを民間の学校へ移すことが増えるだろう。一方、費用に敏感な保護者は、低下に気づいても離脱を現実的な選択肢とは考えないかもしれないし、やがて、多くの生徒が転校することで、学校側は問題の存在に気づくが、問題を指摘する意欲のある保護者が既に去っているため、学校には改革のための財政的インセンティブが働かなくなる。その結果、学校は現状に固定される。
ハーシュマンは、このような場合（「選好財」と呼ばれる商品）には、「厳格な独占体制がむしろ望ましい」と指摘している。すなわち、質にこだわる消費者の離脱を防ぐため、離脱の選択肢が存在しない方が、学校にとって（あるいは子どもにとって）有益となる場合があるのだとしている:51–52。

## 政治的状況への本理論の適用
離脱、発言、そして忠誠モデルは、国家とその市民との関係を説明するためにも用いられる。モデルは、市民が信頼できる離脱の脅威を有し、国家が市民に依存している場合、国家は市民が反対する政策を推進しにくいと予測する。たとえば、国家が増税を行う場合、経済的資源を有して国を離れるか、または容易に税を回避する能力が、信頼できる離脱の脅威として機能する。国家が市民に依存しているとは、市民の忠誠を、政策変更によって得られる利益よりも重視することを意味する。これらの基準が共に満たされる場合、モデルは、国家が市民に離脱や発言を促す政策を採用しにくいと予測する。
また、発言と離脱の選択は、費用が低く利益が大きい方法が選ばれる傾向にある。例えば、植民地前期および初期のアフリカでは、市民は不利な政策変更に対して離脱を選び、これは国家からの移住という形で表れた。市民が発言できたとしても、広大な未開の土地が存在したため、離脱の方が魅力的な選択肢となった。しかし、過去100年で、移住（離脱）から抗議（発言）への戦略の転換が見られるのは、もはや容易に未開の土地を見つけることができなくなったためである。
忠誠は、ハーシュマンにとって不可欠な要素であり、特に組織への加入が困難な場合に、発言や離脱の選択に大きな影響を及ぼす:92。例えば、国家に雇用されることが多い新たな中国の中産階級は、権威主義体制に対して非常に高い忠誠を示す。彼らの忠誠は、比較的豊かな職位への就任が困難であることや、中国からの離脱が大幅な地位や収入の喪失に直結するために、事実上「買われている」といえる。この中産階級の市民は完全に発言できないわけではなく、むしろ、政策の失敗を低レベルの官僚の実施に帰する形で、体制の選択を抗議する。しかし、体制側は、忠誠が経済的安定という対価で買われていることを認識している。経済的な不安定さが生じれば、1989年に見られたような大規模な抗議が発生するだろうという。
ハーシュマンは、政治参加に関する ホテリング–ダウンズの分析とは対照的に、「逃げ場がない」者たちは、疎外されるどころかその発言がむしろ増幅されると仮定した。:72現代のコミュニケーション手段の増幅効果は、ティーパーティーの台頭などに見られるように、ハーシュマンの発言に関する立場を支持する結果となっている。 市民が容易に動員できる場合、動員の費用は低い一方で、組織的な発言が国家に大きな影響を与える可能性がある。
また、公共財においては、離脱がより大きな政治的発言を獲得するための効果的な戦略となり得る:98–105。たとえば、19世紀半ばの既婚女性の財産権法において、米国の州や領土は、より多くの女性を引き寄せるために、女性の財産権を拡大した。米国北東部では、産業や家政労働に多くの女性が必要とされたため、女性が自らの労働によって得た賃金を保持し契約を締結できることが、居住地変更を促す要因となった。同様に、現在の米国西部の州となる領土間で、女性居住者を巡る競争が、議会に対して女性を引き寄せ維持するための法律制定の圧力となった。
Miles Kahlerは1984年の著作『Decolonization in Britain and France』で、フランスとイギリスにおける政党の行動を説明するためにハーシュマンのフレームワークを使用した。

## 雇用関係への本理論の適用
ハーシュマンの離脱、発言、そして忠誠の分析枠組みは、雇用関係における重要な研究の基礎となっている。ハーシュマンは、離脱と発言がしばしば相互排他的ではあるが必ずしもそうではなく、また忠誠が消費者の不満表明の可能性を調整するという洞察を示している。これは、職場の政策とその結果との関係を説明する上で有用である:77–78。
従業員の発言には、個々の従業員によるアンケート調査などの個人レベルの発言、労働組合などによる集合的な発言、あるいはその組み合わせがある。形態によって持つ力の程度が異なる。ハーシュマンの元々の枠組みは、消費者に力があると仮定している。たとえば、消費者または組織の「顧客メンバー」が発言を行った場合、販売組織の意思決定者はその不満の原因を探り、状況改善に努めるとハーシュマンは論じた:40–41。
競争的な消費市場と比較すると、雇用関係では管理者が下位従業員に対してより大きな権限を持つため、権力の扱い方が異なる。これが、雇用関係において離脱、発言、そして忠誠がどのように機能するかに重要な影響を与える。例えば、ハーシュマンが「顧客メンバーが劣化した製品の改善における不確実性と離脱の確実性を天秤にかける意欲に依存する」と論じた のに対し、:77雇用の文脈では、従業員が退職の不確実性や費用と、現状維持の確実性とのトレードオフをどれだけ受け入れるかが、退職（離脱）や発言の決断に大きな影響を与える。また、雇用関係においては、忠誠と発言が必ずしも正の相関関係にあるとは限らない。ハーシュマンの定式では、より高い忠誠を持つ消費者は、製品やサービスの購入を中止する（離脱）のではなく、販売組織に対して自らの好みを発言する傾向があるとされる。しかし、従業員が発言すると、管理者からは不忠実あるいは破壊的な影響とみなされる可能性があり、結果として忠誠のある従業員は沈黙を守る傾向にある。このため、雇用関係においては、ハーシュマンの枠組みを補完する概念として「無関心」が必要とされる場合がある。）もしくは、従業員が組織に留まりながらも問題を認識し、なおかつ発言しない状況を「寛容」と呼ぶこともある。
教師組合は、より良い賃金や労働条件を求める交渉を行うとともに、発言の場を提供している。ChoiとChungは、組合によって促進される発言の感覚が、教師の離職率低下において重要な役割を果たすことを発見した。
中間管理職は、特に組織変革期において、組織への忠誠と、変革に対する懸念を発言する義務との間で板挟みになることがある。Gunnarsdóttirは、福祉分野の中間管理職が、グループ内で反対意見を分散させることで、有効な自律性と忠誠感を維持した状況を記述している。
O'Meara、Bennett、Neihausは、スタッフが離職する要因について、より良い賃金という「引き寄せる要因」と、現在の労働環境への不満という「押し出す要因」を挙げている。 これらの教員が離職する理由は多岐にわたり、金銭面の不満や不快な労働環境が例として挙げられる。新たなリーダーシップや業務の変化に耐えられない場合もある。SaifullahとShahidaは、専門的な尊敬と雇用者・従業員間の関係が従業員の忠誠に影響を与えるが、そのうち雇用者・従業員間の関係の影響の方が大きいことを示唆している。従業員との良好な関係は、彼らの忠誠に実際の影響を及ぼすのだ。

## 評価
ハーシュマンの著書は、非常に影響力があると広く認識されている。Dowdingは、いくつかの批判をまとめ、離脱と発言は単なる代替手段ではなく連動して使用され得ること、ハーシュマンが集合行為問題がこれらの選択に及ぼす影響に十分注意を払っていないこと、そして忠誠がむしろ沈黙を招く場合もあることを指摘している。
2019年に、イエール大学のIan Shapiro教授は、学部生、院生、コミュニティメンバーの授業で、「仮にあなた達が卒業する前に社会科学の他のどの本も読まないとしても、これは間違いなく読むべき数冊の中の1冊です。」と語った。

## 版情報
- Albert O. Hirschman. 1970. Exit, Voice, and Loyalty: Responses to Decline in Firms, Organizations, and States. Cambridge, MA: Harvard University Press. ISBN 0-674-27660-4 (paper).

## 関連文献
- "POWER AND POLITICS: INSIGHTS FROM AN EXIT, VOICE, AND LOYALTY GAME" (HES Capstone Course Project)
- Special issue of Employee Responsibilities and Rights Journal on Exit, Voice, and Loyalty.